# Capriccio nr. 5
Capriccio nr. 5, Hommage aan Isac Albéniz is een compositie van Leonardo Balada. Het is een werk in een serie van negen capriccio’s (gegevens 2011). Naast dat Balada een capriccio schreef was het ook van wat hijzelf noemt Transparencias (doorzichten). Hij gebruikte daarbij werk van anderen en gaf er een andere muzikale tint aan. Capriccio was gebaseerd op werk van Frederico García Lorca, nummer vijf op werk van Isaac Albéniz.
De Capriccio nummer 5 bestaat uit vier deeltjes:
- Transparencias de “Triana”
- Transparencias de “Corpus en Sevilla”
- Transparencias de “Evocación”
- Transparencias de “Sevilla” y “El Albaicín”

Vier werkjes zijn daarbij afkomstig uit Iberia, alleen Sevilla staat op zich.
Balada schreef zijn “vertaling” van Albéniz’s werken voor cello en strijkorkest, de muziek is hedendaags. Aldo Mata soleerde tijdens de première van dit werk op 29 juni 2009 in de stad León tijdens een festival van Spaanse muziek. Hij werd begeleid door het Orquestra de Cámara Ibérica onder leiding van José Luis Temes. Diezelfde combinatie legde het werk een jaar later vast voor Naxos in een serie gewijd aan de componist Leonarda Balada.